# 一月山口
一月山口（英語：January Col）是南極洲的山口，位於沙克爾頓海岸，處於伊麗莎白女王嶺的克萊登峰北面，由英聯邦探險隊命名，現時由南極條約體系管理。